# Moaz al-Khatib
Ahmad Mouaz Al-Khatib Al-Hasani (em árabe:  أحمد معاذ الخطيب الحسني, nascido em 1960) é um político sírio, que serviu como presidente da chamada Coalizão Nacional Síria da Oposição e das Forças Revolucionárias, entre novembro de 2012 e abril de 2013, que é uma entidade que reune todos os grupos de oposição na Síria, que atualmente esta mergulhada em uma violenta guerra civil para derrubar o líder do país, Bashar al-Assad. Ele também já foi um imame (pregador) na Mesquita dos Omíadas, em Damasco.
Khatib se formou em geofísica e chegou a trabalhar como engenheiro para várias companhias de petróleo, como a empresa holandesa Shell. Ele era membro da Sociedade Geológica da Síria e também da Sociedade de Psicológia e Ciência.
Durante sua vida, ele foi preso diversas vezes pelo governo sírio acusado de "subversão política". Em meados de 2012, ele fugiu do país e tomou refúgio permamente na Turquia. Em novembro de 2012, ele foi eleito pelos seus pares como o novo líder da Coalizão Nacional Síria. Esta organização foi reconhecida por vários países como o legítimo representante do povo sírio, como alternativa ao governo do Partido Baath, controlado pela família Assad. Khatib passou a ser a principal voz da oposição síria por apoio político e financiamento para o Exército Livre da Síria.
Em 21 de abril de 2013, Khatib anunciou que renunciava o posto de "Líder da oposição". Ele alegou como motivos para sua saida a "falta de ação" da comunidade internacional diante de conflito na Síria.